# Суханкова, Вера
Вера Суханкова (чеш. Věra Suchánková; род. 29 октября 1932 года, Пардубице, Чехословакия) — фигуристка из Чехословакии, выступавшая в   парном разряде. В паре со  Зденеком Долежалом она — двукратная чемпионка Европы 1957 и 1958, серебряный   призёр чемпионата мира 1958 и трёхкратная чемпионка Чехословакии  1956 — 1958.

## Результаты выступлений
| Соревнования            | 1955 | 1956 | 1957 | 1958 |
| ----------------------- | ---- | ---- | ---- | ---- |
| Олимпийские игры        |      | 8    |      |      |
| Чемпионаты мира         | 6    |      |      | 2    |
| Чемпионаты Европы       | 2    | 5    | 1    | 1    |
| Чемпионаты Чехословакии |      | 1    | 1    | 1    |